# 硫代硫酸鹽-檸檬酸鹽-膽鹽-蔗糖洋菜培養基
硫代硫酸鹽-檸檬酸鹽-膽鹽-蔗糖洋菜培養基（Thiosulfate-citrate-bile salts-sucrose agar，簡稱TCBS培養基），也稱為弧菌選擇培養基，是一種用來檢驗弧菌種類的培養基。無法發酵蔗糖的細菌，例如腸炎弧菌，在此培養基上的菌落顏色會呈現綠色；而能夠發酵蔗糖的細菌菌落則呈現黃色。TCBS培養基的主要成分是硫代硫酸鈉、膽酸鈉、檸檬酸鈉和蔗糖。培养基还包含百里酚蓝和溴百里酚藍作为pH指示剂以显示培养细菌时的酸碱值变化。